# Револуција у Краљевини Пољској (1905–1907)
Велики део Руске револуције 1905. одиграо се у руској подели Пољске и трајао је до 1907. (види Конгресна Пољска и Привислинског краја ). Био је то највећи талас штрајкова и најшири еманципаторски покрет који је Пољска икада видела до 1970-их и 1980-их.   Економски захтеви револуције у целини одговарали су сверуским: на дневном реду је било решење аграрног питања, побољшавање положаја пролетера и њихово добијање политичких права и слободе. Међутим, уз њих, национално питање, чији је проблем био русификација Пољске, прогон пољске културе и језика, насилно увођење руског језика као обавезног језика за учење у школи и од стране становништва итд. Један од највећих догађаја тог периода је устанак у Лођу јуна 1905. У том периоду одвијале су се многе мање демонстрације и оружане борбе између сељака и радника на једној страни и власти на другој страни. Захтеви демонстраната укључивали су побољшање животних услова радника, као и политичке слободе, посебно у вези са повећањем аутономије Пољске. Нарочито 1905. године, Пољска је била на ивици новог устанка, револуције или грађанског рата. Неки пољски историчари чак догађаје из тог периода сматрају четвртим пољским устанком против Руске империје.

## Позадина
Погоршање економских услова ( рецесија 1901-1903) допринело је расту политичких тензија у Руском царству, укључујући Пољску ; економија Краљевине Пољске је такође била значајно погођена накнадним потресима Руско-јапанског рата ; до краја 1904. године преко 100.000 пољских радника је изгубило посао.  Регрутација у руску војску и текућа политика русификације додатно су погоршали стање пољског становништва. Вести и ставови о руској револуцији 1905. брзо су се проширили из Санкт Петербурга (где су демонстранти масакрирани 22. јануара) широм Руске империје до Пољске под руском контролом. То су искористиле фракције у Русији и Пољској које су желеле мање-више радикалне промене.
У међувремену су се сукобиле две фракције међу пољским политичким лидерима. Крило Пољске социјалистичке партије ( Полска Партиа Соцјалистицзна, ППС ) које је било лојално Јозефу Пилсудском веровало је да Пољаци морају показати своју одлучност да поврате независност кроз активне, насилне протесте против Руса. Ово мишљење није делила Национална демократска партија Романа Дмовског ( ендецја ) нити сопствено „лево“ (или „младо“) крило ППС-а. Националдемократи су сматрали да Пољаци треба да раде заједно са руским властима и повећају своју заступљеност у Думи (руском парламенту), док је левица ППС желела да ради заједно са руским револуционарима на свргавању цара и видела је стварање социјалистичког друштва као важнијег од пољске независности.

## Револуција
Током 19. века, Лођ је постао велики пољски индустријски центар. Веома урбанизован и индустријализован, био је упориште социјалистичког покрета. До 22. јануара 1905. радници у Лођу су штрајковали, а 31. јануара царска полиција је известила да штрајкачи носе плакате са паролама „Доле аутократијиа ! Доле рат!" . Слично, у Варшави, бившој престоници Пољске и другом великом индустријском центру, устанци и демонстрације су били уобичајени. У Варшави је 14. јануара био генерални штрајк, а у наредних неколико дана у граду је погинуло преко 90 људи. Дана 17. јануара, руска влада је објавила да је Варшава под опсадом .
28. јануара, ППС и Социјалдемократија Краљевине Пољске и Литваније позвали су на генерални штрајк. Преко 400.000 радника укључило се у штрајкове широм Пољске који су трајали четири недеље. То је био само увод у још већу серију штрајкова који су потресли Пољску током следеће године. У периоду од 1905. до 1906. дошло је до близу 7.000 штрајкова и других обустава рада, укључујући 1,3 милиона Пољака. Демонстранти су тражили побољшање услова за раднике и више политичке слободе за Пољаке. До фебруара, студенти пољских универзитета придружили су се демонстрацијама у знак протеста против русификације и захтевајући право да студирају на пољском језику. Придружили су им се и средњошколци, па чак и неки из основних школа. Руска влада је попустила и пристала на неке уступке пољском националистичком покрету укидањем неких ограничења употребе пољског језика у учионицама, а многи, посебно радници, и даље су били незадовољни. У неким местима у Пољској школски штрајкови су трајали скоро три године. Велике демонстрације одржане су 1. маја ( Празник рада ), а око 30 људи је убијено током демонстрација у Варшави. Касније тог месеца, јавни ред у Варшави се распао на неко време током спонтане кампање против криминалних елемената и руских колаборациониста.
Средином јуна 1905. руска полиција отворила је ватру на једну од многих радничких демонстрација у Лођу. Резултирајућа побуна у Лођу довела је до вишедневних борби унутар градова и преко 2000 жртава, укључујући преко 100 мртвих међу цивилима. Неколико протеста и штрајкова одржано је у већим пољским градовима под руском контролом током целе године, али, како је написао пољски новинар Вłодзимиерз Калицки, устанак у Лођу је био најдраматичнији. Руска влада је допринела хаосу покушавајући да подстакне неке антијеврејске погроме . Још једна значајна појава било је успостављање Републике Загłебие ( Република Загłебиовска ), пољске социјалистичке државе са центром око регије Загłебие Дабровские која је постојала од октобра до новембра 1905. Слична социјалистичка држава Островјечка република ( Република Островјечка ) око града Островјеца Свјентокшиског постојала је од краја децембра 1905. до средине јануара 1906. 

## Последице
Већина немира догодила се 1905. године, али до 1906-1907, раднички немири, демонстрације и повремени оружани сукоби наставили су се дешавати у Пољској. Штрајкови у Лођу настављени су до средине 1906. године, када су само велико руско војно присуство и масовна отпуштања штрајкачких радника из фабрика смирили град. Немири у Пољској приморали су Русе да тамо држе војску од 250.000-300.000 војника, чак и већу од оне која се бори против Јапанаца на истоку. 
Борбена организација Пољске социјалистичке партије Пилсудског, основана 1904, допринела је извесној ескалацији непријатељстава и постала активнија током неколико година. Кампању атентата и пљачки почела је углавном од 1906. године, али је крајем деценије постала знатно мање активна. Фракција Пиłсудског је била привремено ослабљена, а ППС се поделио; међутим, до 1909. године, фракција Пилсудског је поново стекла значај на пољској подземној политичкој сцени. Пиłсудски је на крају успео да обезбеди пољску независност и постао је важна политичка личност у међуратној Пољској .
Друга последица је била еволуција пољских политичких партија и мисли. Међу пољским сељацима подигла се национална свест. Упркос неуспеху у постизању најрадикалнијих циљева револуције, руска влада је уступила неке од захтева, како у друштвеној тако и у политичкој сфери, што је супротставило дефетистичка осећања код многих Пољака, који су још увек памтили потпуни пораз претходних устанака. Конкретно, русификација је делимично преокренута у образовању у Пољској. 